# A diáknap (Hősök)
Az A diáknap a Hősök című televíziós sorozat kilencedik epizódja.

## Cselekmény
|  | Alább a cselekmény részletei következnek! |

- Claire-t választják meg bálkirálynőnek az iskolában, pedig sokan nagyon irigyek voltak rá, hiszen a legjobb játékost tolószékbe juttatta. A Peter által keresett festmény Nathan-nél van. Simone elmondja, hogy ez a kép a sorozat egyik tagja, de Nathan nem hagyja ezt az egész "Ments meg a pompomlányt, mentsd meg a világot!" dolgot, ezért leönti a képet fekete festékkel. Simone odahívja Petert és megmutatja neki a leöntött képet. Peter semmit nem lát, és Simone nem is biztos benne, hogy tényleg megmutassa-e a képet, de van a képről egy digitális fotó is, amin látszik, hogy Peter 8:12-kor meg fog halni. Simone elmondja Peternek, hogy hol van az az iskola, és hogy hol találja meg Claire-t. Peter felhívja Hiro-t, de Ando veszi fel, hiszen Hiro a múltba ment. Megmondja Ando-nak, hogy hova kell mennie. Isaac nem tud segíteni, mert olyan festményt fest, ami nem célravezető. Noah elküldi Eden-t a végzős bálba, hogy megállítsa Sylar-t. Zach az iskolában, elmondja Claire-nek, hogy valójában ő szervezte a kampányt, sőt, még Chandra Suresh könyvét is odaadja neki, mert olvasott benne a szövetregenerációról. Azután Jackie homokosnak nevezi Zach-et, amiért Claire behúz neki egyet. Otthon Noah megtiltja Claire-nek, hogy elmenjen a bálba, mert tudja, hogy ha elmegy, akkor Claire meghal. Ando meglátja a kávézóban Hiro és Charlie közös képét. Megtudja, hogy 6 hónapja készült az a kép, Charlie születésnapján, de néhány hete már eltűnt Hiro. Zach bemászik Claire ablakán és meggyőzi Claire-t, hogy menjen el a bálba. Peter 8 órakor ér oda. Lát cikkeket Jackie-ről, és azt hiszi, hogy ő az a pompomlány, akit meg kell mentenie, még Claire-rel is találkozik, aki épp akkor ér oda. Claire elbeszélget Jackie-vel, elmondja neki, hogy ő mentette meg azt a fickót a tűzből. Ekkor azonban elmegy a világítás az öltözőben. Már kint van az udvaron Peter és Bennet is. Sylar megjelenik, Claire-t a földre dobja, Jackiet pedig megöli, hiszen ő is azt hiszi, hogy a sebezhetetlen, aztán csak azutál látja, hogy Claire sebei gyógyulnak be. Claire menekülni kezd, Peter pedig Sylar útjába áll. Azután Isaac minden festménye valóra válik. Claire felfut a stadion lépcsőjén. Akkor Sylar és Peter leesnek az épület tetejéről. Peter ott fekszik holtan 8:12-kor. Aztán megjelenik Claire, erre Peter meggyógyul, hiszen átveszi Claire képességét. Claire segítségért siet, de az apjába botlik, aki nem engedi vissza. Eden a Haitival az erdőben vár Sylar-re. Ott ráveszi a képességével, hogy elaludjon. Mikor a rendőrség megérkezik ott találják Petert tiszta véresen, ezért azt hiszik, hogy ő tette.
- Jessica egy nagyon erős fegyvert vásárol egy ürgétől, hogy visszaszerezze a fiát. Micah győzködi D.L.-t, hogy menjenek vissza Niki-hez, de D.L. nem akar. Mikor D.L. elmegy WC-re, épp egy rendőrautó áll meg előtte. Gyorsan megfordul, de Micah már nincs az autóban. Micah próbál elmenekülni, de D.L. utoléri. Micah elmondja neki, hogy Niki az utóbbi időben nehéz időszakot él át, ugyanis Jessica folyton átveszi rajta az uralmat. D.L. ezután megígéri, hogy segítenek Nikinek. Peter és Ando találkoznak, de mivel Hiro még mindig a múltban van, ezért Peter egyedül megy megmenteni a pompomlányt.
- Mohinder továbbra is Indiában van. Az álmaiban lévő fiút megtalálta az apja mappájában, és olyan információkra bukkan, hogy ez a fiú képes belépni az emberek álmaiba. Meg akarja keresni. Sok mindenkit megkérdez, míg végre meglátja az utcán focizni a fiút. Megtudja a fiútól, hogy nem ő ment el az álmaiba, hanem Mohinder kereste meg a fiút, mert válaszokat akart. Mohinder nem tudja, hogy melyik ösvényt válassza, hogy melyik a végzete. A fiú azt mondja, hogy a választ már megtalálta. Mohindernek azután ismét lesz egy álma, ami után úgy gondolja, hogy folytatja az apja kutatásait. A számítógépen még mindig megy az apja programja. A "Biztos, hogy ki akar lépni?" kérdésre nemet felel, beírja jelszóként, hogy Shanti, és feljönnek a különleges képességű emberek nevei. Úgy dönt, hogy visszamegy New Yorkba.
- Az epizód végén Hiro 6 hónappal korábbra jut, hogy megmentse Charlie életét.

## Elbeszélés
Az epizód elején:
A szokások rabjai vagyunk. Vonzódva a biztonsághoz és megszokva az ismerőst. De mi történik, mikor az ismerős veszélyessé válik? Amikor a félelem, amit kétségbeesetten próbálunk elkerülni, megtalál bennünket?
Az epizód végén:
Végtére is mindannyian félelmeink összegzései vagyunk. Ahhoz, hogy megragadjuk a végzetünkkel, feltétlenül szembe kell nézni e félelmekkel, és leküzdeni őket. Akár ismerjük forrásukat, akár nem.

## Érdekességek
- Ez az epizód volt a legnézettebb Amerikában az első évadban. Több, mint 16 millió néző követte figyelemmel az epizódot. (Az epizód nem csak az első évadban volt sikeres, a 2. évad epizódjai sem tudták megelőzni.)